# Herman Schmedding
Herman Philip Maria Schmedding (Maastricht, 26 mei 1910 – Nuth, 17 september 1995) was een Nederlands politicus van de KVP en later ook de RKPN.
Hij is in 1940 afgestudeerd aan de Katholieke Economische Hogeschool in Tilburg en daarna was hij werkzaam bij Bredero's Bouw Bedrijf in Utrecht en het Gewestelijk Arbeidsbureau (G.A.B.) in Nijmegen. In 1943 dook hij onder maar na de bevrijding van Nijmegen keerde hij terug bij het G.A.B. Vervolgens was hij vanaf september 1945 in Roermond directeur van het Districtsbureau Verzorging Oorlogsslachtoffers dat later opging in de Dienst Maatschappelijke Zorg. Schmedding was adjunct-inspecteur bij het ministerie van Maatschappelijk werk voor hij in 1953 benoemd werd tot burgemeester van Klimmen en vanaf 1959 tot zijn pensionering in 1975 was hij burgemeester van Nuth. In 1995 overleed hij op 85-jarige leeftijd.